# Masherbrum-Berge
Die Masherbrum-Berge bilden eine Bergkette des Karakorum in der autonomen pakistanischen Provinz Gilgit-Baltistan. Namensgebend und höchster Berg der Kette ist der 7821 Meter hohe Masherbrum. Weitere bekannte Berge sind die walmdachförmige Chogolisa und der Mitre Peak am Concordiaplatz.

## Lage

### Grenzen
Die Masherbrum-Berge erstrecken sich vom Baltoro Kangri im Osten bis zur Koser-Gunge-Gruppe im Westen über eine Länge von mehr als 100 Kilometern. Sie zählen zum sogenannten Kleinen Karakorum, womit die Bergketten südlich und westlich der großen Karakorum-Gletscher und den dahinter liegenden Muztagh-Ketten des Großen Karakorum bezeichnet sind. So werden die Masherbrum-Berge im Norden und Nordosten durch den nach Westen strömenden Baltorogletscher sowie seinen Zufluss, den Abruzzigletscher, vom Baltoro Muztagh mit den Achttausendern des Karakorum getrennt. Die nördliche Grenze der Bergkette setzt der Braldu als Abfluss des Baltoro-Gletschers fort. Jenseits seines Tals liegen westlich des Baltoro Muztagh das Panmah Muztagh und die Spantik-Sosbun-Berge (zwischen denen der Biafo-Gletscher als Grenze zwischen kleinem und großen Karakorum zum Braldu fließt). Der Braldu bildet mit einem nördlichen Zufluss den Shigar, der nach Süden fließt und bei Skardu in den Indus mündet. Shigar und Indus bilden den westlichen und südlichen Rahmen der Bergkette.
Der Conway-Sattel zwischen Baltoro Kangri und Sia Kangri verbindet die Masherbrum-Berge im Osten mit der Karakorum-Hauptkette. Von diesem Sattel fließt der Abruzzi-Gletscher nach Norden zum Baltoro. Nach Süden fließt der Kondusgletscher, der zusammen mit seinem Abfluss, dem Kondus-Fluss, die östliche Grenze der Bergkette bildet und sie von den Saltoro-Bergen trennt. Der Kondus-Fluss fließt weiter nach Westen und mündet in den Hushe-Fluss, der wenig später in den Shyok mündet. Kondus, Hushe und Shyok bilden im Ostteil der Bergkette die Südgrenze, bis der Shyok in den Indus mündet. Der Shyok trennt die Masherbrum-Berge von der Ladakh-Kette, der Indus trennt sie von den nördlichen Ausläufern des Himalaya-Hauptkamms.

### Innerhalb der Kette
Während die Kette im Norden steil über das Tal des Baltoro ragt, wird der Südteil von längeren Tälern durchzogen. Die höchsten Berge befinden sich im Ostteil unmittelbar südlich des Baltorogletschers. Weiter nach Westen verflacht die Kette, die Mango-Gusor-Gruppe erreicht eine Höhe von knapp 6000 Metern, die sich nach Westen anschließende Koser-Gunge-Gruppe überschreitet diese Höhe nicht. Südlich der Chogolisa schließt sich der Teil der Kette an, in dem sich die Berge K6, Link Sar und K7 befinden. Dieses Gebiet wird nach dem Charakusagletscher als Charakusa-Tal bezeichnet und liegt zwischen dem Kondus- und dem Hushe-Tal. Das Hushetal entwässert die Südseiten von Chogolisa und Masherbrum und ihrer Nachbarn. Über den Gondogoro La lässt sich vom Hushetal aus der obere Baltorogletscher erreichen. Viele Trekkingtouristen, die die Achttausender des Karakorum besuchen, wählen den Weg durch das Hushetal als Rückweg nach Skardu.

## Berge
| Rang | im Karakorum | in Asien | Berg                | Höhe   |  | Schartenhöhe | Bezug                      |
| ---- | ------------ | -------- | ------------------- | ------ |  | ------------ | -------------------------- |
| 1.   | 8.           | 22.      | Masherbrum          | 7821 m |  | 2457 m       | K2                         |
| 2.   | 14.          | 36.      | Chogolisa           | 7668 m |  | 1624 m       | Hidden Peak (Gasherbrum I) |
| 3.   | 38.          | 81.      | Baltoro Kangri      | 7300 m |  | 1121 m       | Chogolisa                  |
| 4.   | 41.          | 87.      | K6 (Baltistan Peak) | 7282 m |  | 1962 m       | Hidden Peak                |
| 5.   |              | 127.     | Mandu Kangri        | 7127 m |  | 630 m        | Masherbrum                 |
| 6.   |              | 153.     | Link Sar            | 7041 m |  | 1011 m       | K6                         |
| 7.   |              | 204.     | K7                  | 6934 m |  | 794 m        | Link Sar                   |
| 8.   |              | 282.     | Gondogoro Ri        | 6810 m |  | 1330 m       | Yermanendu Kangri          |
| 9.   |              | 305.     | Biarchedi           | 6781 m |  | 553 m        | Gondogoro Ri               |

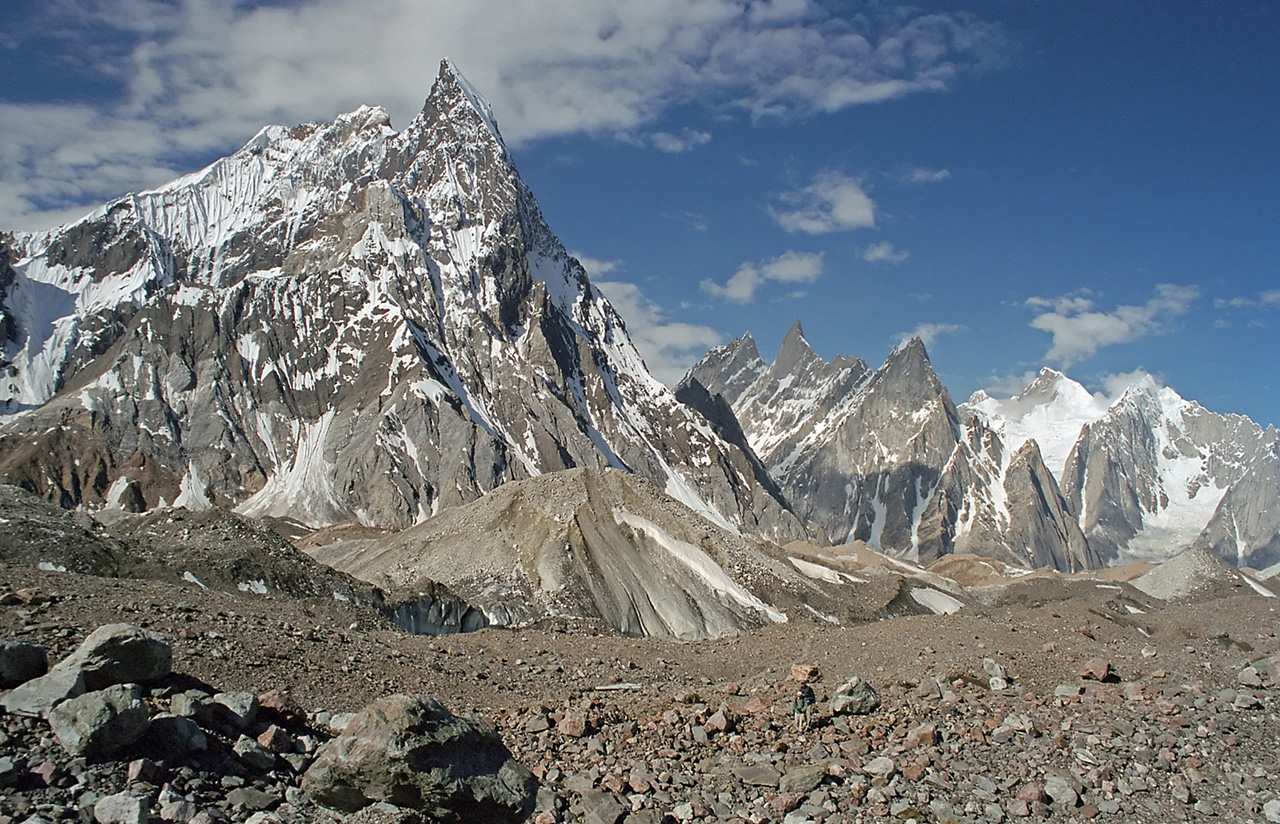
Der Mitre Peak vom Concordiaplatz. Im Hintergrund der Biarchedi.

Berücksichtigt alle eigenständigen Berge über 6750 Metern Höhe mit einer Schartenhöhe über 500 Metern.
Weitere bekannte Berge sind der Mitre Peak am Concordiaplatz und der Laila Peak, eine steile Felsnadel oberhalb des Gondogorogletschers.